# Mechanical Animals
Mechanical Animals (в переводе с англ. — «Механические животные») — третий студийный альбом американской рок-группы Marilyn Manson. Релиз записи состоялся 14 сентября 1998 года. На родине группы, в США, альбом поступил в продажу на день позже — 15 сентября 1998 года и сразу дебютировал на первом месте в чартах Billboard.
Запись проходила в голливудской студии Westlake and Conway Studios. Основными композиторами новой пластинки стали бас-гитарист Твигги Рамирес, клавишник Мадонна Уэйн Гейси и гитарист Зим Зам. Все тексты песен написаны Мэрилином Мэнсоном. Продюсированием занимались Шон Бивен и Майкл Бейнхорн, работавший ранее с Soundgarden. В записи также приняли участие Билли Корган — лидер группы The Smashing Pumpkins; гитарист Дэйв Наварро — один из основателей Jane’s Addiction, игравший также в составе группы Red Hot Chili Peppers; актриса Роуз Макгоуэн; порноактрисы Дианна Лаурен и Кобе Тай.
Альбом достиг наивысших позиций в американском, канадском и австралийском чартах. В Соединённых Штатах было продано более миллиона копий, он сертифицирован как платиновый. Журнал Spin присудил Mechanical Animals седьмое место в списке «20 лучших альбомов 1998 года».

## Информация об альбоме

### Запись
В 1997 году Мэнсон переехал из Флориды в Лос-Анджелес для записи нового альбома Mechanical Animals. Запись проходила в голливудской студии Westlake and Conway Studios. Основными композиторами новой пластинки являются бас-гитарист Твигги Рамирес, клавишник Мадонна Уэйн Гейси и гитарист Зим Зам. Все тексты песен написаны Мэрилином Мэнсоном. Продюсированием записи занимались Шон Бивен и Майкл Бейнхорн, работавший ранее с Soundgarden.
Консультантом записи альбома выступил Билли Корган — лидер группы The Smashing Pumpkins. Он также принял участие в записи песни «The Speed of Pain». Бэк-вокал на треке «Posthuman» принадлежит подруге Мэнсона — актрисе Роуз Макгоуэн. В композиции «New Model No. 15» звучат голоса порноактрис Дианны Лаурен и Кобе Таи. Дианна также участвовала в записи трека «User Friendly». К созданию «I Don’t Like the Drugs (But the Drugs Like Me)» были привлечены Дэнни Сэйбер и гитарист Дэйв Наварро, один из основателей Jane’s Addiction, игравший также в составе группы Red Hot Chili Peppers. В качестве бэк-вокалистов на композициях «The Speed of Pain» и «I Don’t Like the Drugs (But the Drugs Like Me)» выступили Джон Уэст, Александра Браун, Линн Дэвис и Никки Харрис.

### Смысл названия
Название «Mechanical Animals» возникло в ходе пребывания Мэнсона в Голливуде, где на одной из студий проходила запись нового альбома.

Переехав в Голливуд, я как бы заново родился. В прошлом я освободился от всех своих чувств, и вот теперь они стали ко мне возвращаться. Живя в этом странном городе, я чувствовал себя почти ребёнком или инопланетянином, и по мере того, как ко мне возвращались чувства, мир для меня становился все более бесчувственным. Я стал видеть людей как механических животных, о которых и рассказывает этот альбом— Мэрилин Мэнсон
Существует и более эзотерическая трактовка, по которой «Mechanical Animals» является анаграммой фразы «is an Alchemical Man». И если так прочитать текст обложки, получится «Marilyn Manson is an Alchemical Man» (в переводе с англ. — «Мэрилин Мэнсон — Алхимический Человек»).

### Концепция
Mechanical Animals записан в духе глэм-рока, контрастируя с ранними работами группы, и особенно с последним альбомом Antichrist Superstar. Сам Мэнсон в одном из интервью журналу Kerrang! говорил, что Mechanical Animals был его попыткой спасти рок-н-ролл.

«Основной моей целью в этой записи было вновь вдохнуть жизнь в рок-н-ролл, вернуться к истокам и записать настоящий рок-альбом. Если сегодня что и может спасти рок-н-ролл, то только этот альбом, — говорит он прямо, но не надменно. — В противном случае рок исчезнет, как это произошло в 70-х в эру диско, когда рок-музыка была представлена только одноразовыми хитами никому не нужных групп, и доминировала танцевальная музыка. Сейчас мы находимся примерно в таком же положении.»
Mechanical Animals является концептуальным альбомом. Главный герой альбома — инопланетный андрогин, зовущийся Omēga (произносится о-ми́-га) — лидер специально выдуманной группы «Омега и Механические животные», авторству которой приписаны семь песен. Другие семь песен альбома, более лиричные и проникновенные, обозначены в буклете, как «Alpha Songs».
| Alpha Songs - «Great Big White World» - «Mechanical Animals» - «Disassociative» - «The Speed of Pain» - «Posthuman» - «The Last Day on Earth» - «Coma White» | Omēga Songs - «The Dope Show» - «Rock Is Dead» - «I Want to Disappear» - «I Don’t Like the Drugs (But the Drugs Like Me)» - «New Model No. 15» - «User Friendly» - «Fundamentally Loathsome» |  |

Альфа и омега — первая и последняя буквы греческого алфавита. Их выбор создаёт контраст и придаёт альбому Mechanical Animals столь свойственный творчеству Мэнсона дуализм. Также есть мнение, что «альфа и омега» является реминисценцией на библейские мотивы о Спасителе.

Роль «спасителя», которую Мэнсон взял на себя в эру Mechanical Animals (в противовес роли «разрушителя» в эру Antichrist Superstar) обусловила не только музыкальную, но и библейскую подоснову символа. В переносном смысле выражение «альфа и омега» (то есть первая и последняя буквы греческого алфавита) означает «начало и конец». Эта фраза встречается в Библии: «Я есмь Альфа и Омега, начало и конец, говорит Господь…» (От. 1.8). Поэтому слова «Это моя Омега», завершающие альбом Mechanical Animals, означают «это мой конец». Они отсылают именно к библейскому тексту, так как в начале песни Untitled, пятнадцатой по счету и заключительной, герой альбома говорит: «В конце я стал ими и повёл их», а первая композиция, которая исполнялась на концертах турне Rock Is Dead, называется «Инаугурация механического Христа».

### Оформление
На обложку помещено изображение Мэнсона в образе бесполого андрогина. Для съёмок в феврале 1998 года была арендована голливудская студия Quixote Studios в Лос-Анджелесе, в которой Мэрилин Мэнсон и фотограф Джозеф Калтис работали в течение четырёх дней. Специально для фотосессии был изготовлен комбинезон из серого латекса, созданный голливудским мастером по спецэффектам Screaming Mad George, который в прошлом сам был вокалистом хоррор-панк-группы The Mad.

Для этого комбинезона им пришлось сделать гипсовый слепок со всего тела Мэнсона, — говорит Калтис. — Восемь часов заняло только облачение его в костюм.
Далее в процессе ретуши фотографии бедра Мэнсона были заменены бёдрами супермодели Эл Макферсон.

Он хотел женские бедра, — говорит фотограф. — В компьютере у нас был снимок Эл Макферсон, поэтому мы просто взяли его и наложили сверху. Так что на фотографии у Мэнсона бедра Эл Макферсон.
После непродолжительных поисков грудь была взята с изображения модели из журнала Perfect 10.

В результате мы использовали фотографию девушки из Perfect 10, — говорит Калтис. — Вначале на грудях были светло-коричневые соски. В звукозаписывающей компании пришли в ярость. Они потребовали, чтобы мы убрали их.
Бесполая промежность в оформлении обложки вызвала несколько инцидентов, связанных с дистрибуцией и рекламой альбома. Редакция журнала The New York Times отказалась публиковать рекламу альбома, пока фотография не была соответствующим образом обрезана. Сеть магазинов Target Records отказалась распространять альбом с оригинальным вариантом оформления, поэтому была создана альтернативная цензурная версия обложки, на которой использована фотография полностью одетого Мэнсона.

### Издания
Альбом Mechanical Animals был выпущен на компакт-дисках, аудиокассетах и двенадцатидюймовых грампластинках. Треклисты компакт-дисков и аудиокассет совпадают. Отдельные издания, в зависимости от страны, в которой проходила их дистрибуция, имеют некоторые особенности. Японское издание альбома шло с дополнительным черно-белым буклетом с переведёнными на японский текстами песен и традиционной OBI-лентой, опоясывающей конверт японских изданий и носящей информацию об исполнителе, номер в каталоге и лейбл на японском языке. К британской, корейской и австралийской версиям прилагался бонусный видеодиск с тремя клипами: «The Dope Show», «Sweet Dreams» и «The Beautiful People».
Сдвоенная двенадцатидюймовая грампластинка была выпущена в Великобритании в 1998 году. Песни на двух пластинках разделены в соответствии с концепцией альбома на Alpha Songs и Omēga Songs. Один из дисков был белого цвета с треками заявленными как Alpha Songs и исполненными Мэрилин Мэнсоном. Второй диск — синего цвета, — содержал композиции из категории Omēga Songs, исполненные вымышленной рок-группой Omega and The Mechanical Animals. Альбом также был издан в Великобритании на обыкновенной сдвоенной грампластинке (30 см).
В 1999 году в Германии альбом вышел с приложением двадцатитистраничной книги комиксов Маркуса Вильда на темы клипа «I Don’t Like The Drugs (But the Drugs Like Me)». Это издание было приурочено к промотурне Mechanical Animals и ограничено 1000 копиями.
В 2003 году альбом был переиздан в Японии с новой OBI-лентой.

## Список композиций

### CD-версия
| №   | Название                                         | Длительность |
| --- | ------------------------------------------------ | ------------ |
| 1.  | «Great Big White World»                          | 5:01         |
| 2.  | «The Dope Show»                                  | 3:46         |
| 3.  | «Mechanical Animals»                             | 4:33         |
| 4.  | «Rock Is Dead»                                   | 3:09         |
| 5.  | «Disassociative»                                 | 4:50         |
| 6.  | «The Speed of Pain»                              | 5:30         |
| 7.  | «Posthuman»                                      | 4:17         |
| 8.  | «I Want to Disappear»                            | 2:56         |
| 9.  | «I Don’t Like the Drugs (But the Drugs Like Me)» | 5:03         |
| 10. | «New Model No. 15»                               | 3:40         |
| 11. | «User Friendly»                                  | 4:17         |
| 12. | «Fundamentally Loathsome»                        | 4:49         |
| 13. | «The Last Day on Earth»                          | 5:01         |
| 14. | «Coma White»                                     | 5:38         |
| 15. | Без названия (Untitled)                          | 1:22         |

### Аудиокассета
| №  | Название                | Длительность |
| -- | ----------------------- | ------------ |
| 1. | «Great Big White World» | 5:01         |
| 2. | «The Dope Show»         | 3:46         |
| 3. | «Mechanical Animals»    | 4:33         |
| 4. | «Rock Is Dead»          | 3:09         |
| 5. | «Disassociative»        | 4:50         |
| 6. | «The Speed of Pain»     | 5:30         |
| 7. | «Posthuman»             | 4:17         |

| №   | Название                                         | Длительность |
| --- | ------------------------------------------------ | ------------ |
| 8.  | «I Want to Disappear»                            | 2:56         |
| 9.  | «I Don’t Like the Drugs (But the Drugs Like Me)» | 5:03         |
| 10. | «New Model No. 15»                               | 3:40         |
| 11. | «User Friendly»                                  | 4:17         |
| 12. | «Fundamentally Loathsome»                        | 4:49         |
| 13. | «The Last Day on Earth»                          | 5:01         |
| 14. | «Coma White»                                     | 5:38         |
| 15. | Без названия (Untitled)                          | 1:22         |

### Виниловаяверсия
| №  | Название                | Длительность |
| -- | ----------------------- | ------------ |
| 1. | «Great Big White World» | 5:01         |
| 2. | «Posthuman»             | 4:17         |
| 3. | «The Speed of Pain»     | 5:30         |
| 4. | «The Last Day on Earth» | 5:01         |

| №  | Название             | Длительность |
| -- | -------------------- | ------------ |
| 1. | «Disassociative»     | 4:50         |
| 2. | «Mechanical Animals» | 4:33         |
| 3. | «Coma White»         | 5:38         |

| №  | Название                  | Длительность |
| -- | ------------------------- | ------------ |
| 1. | «The Dope Show»           | 3:46         |
| 2. | «Rock Is Dead»            | 3:09         |
| 3. | «I Want to Disappear»     | 2:56         |
| 4. | «Fundamentally Loathsome» | 4:49         |

| №  | Название                                         | Длительность |
| -- | ------------------------------------------------ | ------------ |
| 1. | «I Don’t Like the Drugs (But the Drugs Like Me)» | 5:03         |
| 2. | «New Model No. 15»                               | 3:40         |
| 3. | «User Friendly»                                  | 4:17         |

## Комментарии
Great Big White World
- «I wish you / Were queen / Just for today» (в переводе с англ. — «Я хотел бы / ТЫ была королевой/ Хотя бы сегодня») — реминисценция на песню «Heroes» Дэвида Боуи, в которой присутствуют подобные строки: «I, I will be king / And you, you will be queen […] We can be heroes, just for one day» (в переводе с англ. — «Я буду королём / А ты, ты будешь королевой […] Мы можем стать героями, хотя бы на день»)

The Dope Show
- «They love you when you’re on all the covers / When you’re not then they love another» (в переводе с англ. — «Они любят тебя, когда ты на всех обложках / Если нет, тогда они любят другого»).

В сентябре 1998 года в интервью журналу Kerrang! Мэнсон сказал, что эти строки были навеяны словами Оскара Уайльда: «Они любят тебя, когда ты хорош собой, если нет, они любят кого-нибудь другого». Мэнсон, вероятно, имел в виду теорию «нового гедонизма», которую развивает в романе Уайльда «Портрет Дориана Грея» (1891) лорд Генри. «Минет молодость, а с нею красота, — говорит лорд Генри Дориану Грею, — и вот вам вдруг станет ясно, что время побед прошло, или придется довольствоваться победами столь жалкими, что в сравнении с прошлым они вам будут казаться горше поражений».
Mechanical Animals
- «Phenobarbidoll» (от phenobarbital — фенобарбитал и Barbie doll — кукла Барби) — авторский неологизм.

Фенобарбитал — широко распространенное снотворное средство, которое нередко используют как наркотик. Выражение Barbie doll, вероятно, употреблено здесь сразу в двух сленговых значениях: 1) таблетка барбитурата (например, Фенобарбитала) и 2) привлекательная девушка.
Rock Is Dead
- Одноимённая песня записана группой The Doors в 1969 году.

Disassociative

Песня написана под впечатлением от употребления кетамина, который, по словам Мэнсона, дает «ощущение невесомости». «Сначала я подумал: „это был не кокаин, должно быть, это было что-то другое“, а затем у меня отказали ноги, все вокруг поплыло, и меня пришлось отвезти домой. А потом я сидел в своей комнате и не мог двигаться, все, что я мог делать — просто смотреть, и я был как в ловушке. Ощущение полной раздельности сознания и тела, которое дал мне наркотик, позволило мне многое узнать о себе, — вспоминает он. — И я как бы переложил это на весь остальной мир, это чувство разобщенности, разъединенности» (Alternative Press, ноябрь 2000 года).
The Speed of Pain

«Speed of Pain была навеяна научной теорией, согласно которой возможно создание машин, работающих со скоростью боли, как человеческая нервная система. Эта песня больше о признании важности существования человека на земле. О том, как становится все очевиднее, что мы уничтожим себя своими собственными творениями», — сказал Мэнсон в интервью журналу Chart в октябре 1998 г. В то же время в интервью журналу Rolling Stone, данном в том же месяце, артист отметил, что Speed of Pain «задумывалась как своего рода песня о любви».
Posthuman
- Постчеловек — понятие в трансгуманизме, обозначающее гипотетического потомка человека, который искусственно модифицирован до такой степени, что уже не является человеком[28].
- «All that glitters is cold» (в переводе с англ. — «Все то холодно, что блестит») — перефразировка знаменитого афоризма Уильяма Шекспира, «All that glitters is not gold» (в переводе с англ. — «Не все то золото, что блестит»). В песне группы Led Zeppelin 1970 года «Stairway to Heaven» также присутствует подобная фраза «All that glitters is gold» (в переводе с англ. — «Все то золото, что блестит»).

I Want to Disappear
- «Now, now, now, now children it’s time for recess / Please roll up your sleaves» (в переводе с англ. — «А сейчас, сейчас, сейчас, сейчас, дети, время для перемены / Пожалуйста, засучите рукава») — семпл из фильма 1973 года Let’s Visit the World of the Future[29].

I Don’t Like The Drugs (But The Drugs Like Me)
- «fifteen minutes of shame» (в переводе с англ. — «15 минут стыда») — перефразировка известного выражения Энди Уорхола: «В будущем каждый получит свои пятнадцать минут славы» (англ. 15 minutes of fame)[30].

New Model No. 15
- «And I’m spun and I know / That I’m stoned and rolling» — обыгрываются названия популярных музыкальных журналов Spin и Rolling Stone[31].

## Символизм

Символ «Омега»

### Омега
Выход каждого нового альбома Marilyn Manson, начиная с Antichrist Superstar знаменует начало новой «эры» в творчестве группы. Каждой эре соответствует определённый символ. Для Mechanical Animals таким символом является Омега. В контексте творчества Мэнсона знак Ω рассматривается как символ сопротивления.
По словам Мэнсона, этот альбом был для него формой сопротивления «представлениям окружающих о том, каким мне следовало стать; какого рода рок-звезду они хотели создать и продать, поместив в компактную, всем понятную упаковку» (The Heirophant, 2 ноября 2005 года).

### Число «15»
В оформлении, в композиции альбома, а также и в самих текстах песен не раз упоминается и используется число 15, либо в явной, либо в завуалированной форме:
- На обложке диска можно увидеть, что в названии группы «MAR1LYN MAN5ON» используется символ единицы вместо буквы «i», а английская «s» замещена пятёркой.
- На логотипе эры «Mechanical Animals» внутри символа омеги (Ω) изображена стилизованная голова Мэнсона с 15 клавишами на лбу.
- День рождения Мэнсона — 5 января[32], что при написании на американский манер будет выглядеть, как 1/5[33].
- Выход альбома приурочен к 15 сентября. В данном случае число пятнадцать получается также путём сложения отдельных чисел даты и месяца (1+5+9=15)[33].
- Если сложить буквы названия группы и начальные буквы названия альбома, получится 15[33].
- В альбоме 14 треков обозначенных в буклете и один скрытый («Untitled»)[34].
- Название песни «New Model No. 15»[34].
- Песни «Great Big White World» и «The Last Day on Earth» длятся по 5:01 мин[34].

Возможная значимость числа 15 может быть связана с датой рождения Мэнсона. Также возможно, что число 15 является реминисценцией на известное выражение Энди Уорхола: «В будущем каждый получит свои пятнадцать минут славы», которое встречается в песне «I Don’t Like the Drugs (But the Drugs Like Me)», только в изменённой форме: «we’re ready for our fifteen minutes of shame» (в переводе с англ. — «Мы готовы к своим 15 минутам стыда»), вместо «15 minutes of fame» (в переводе с англ. — «15 минут славы»).

### Дополнительный палец
Если внимательно взглянуть на обложку альбома, то можно заметить, что на левой руке андрогина изображено шесть пальцев вместо пяти.
Намек на многочисленные конфликты певца с христианскими организациями. «Это отсылка к серафиму, — говорит Мэнсон. — Считается, что у них было шесть пальцев на руке». Хотя религиозно настроенные люди не попались на эту удочку, дополнительный палец вызвал переполох в Японии: он был сочтён символом неудачи и затушеван.

### Священная монограмма
В альбоме Mechanical Animals Мэрилин Мэнсон использовал одну достаточно распространённую священную монограмму — комбинацию букв альфа и омега (первой и последней букв греческого алфавита). Монограмма «альфа и омега» использовалась для обозначения всемогущества и бесконечности Бога («Я есть Альфа и Омега, начало и конец». Откр., 21:6).
В 2004 году в оформлении сингла «Personal Jesus» была использована христограмма — ещё одна из монограмм Иисуса Христа, самая распространённая, образованная из греческих букв «Х» (хи) и «Р» (ро), первых букв греческого написания имени Христос — XPICTOC.

## Отзывы и критика
Альбом Mechanical Animals был благосклонно встречен музыкальной критикой. Отмечалось, что для новой записи характерны мелодичность и звучание в стиле глэм-рока, которые выглядели довольно контрастно на фоне предыдущих двух альбомов группы Marilyn Manson. В частности об этом упоминал в своей рецензии Стивен Томас Эрлевайн на сайте AllMusic:

При участии Билли Коргана, в качестве неофициального консультанта, и продюсера Майкла Бейнхорна, работавшего с Soundgarden, Мэнсон превратил Mechanical Animals в значительную, искусную рок-запись — в противоположность первым двум альбомам, насыщенным темными, запутанными кошмарами.Оригинальный текст (англ.)With pal Billy Corgan as an unofficial consultant and Soundgarden producer Michael Beinhorn manning the boards, Manson turns Mechanical Animals into a big, clean rock record — the kind that stands in direct opposition to the dark, twisted industrial nightmares he painted with his first two albums.
Не раз упоминалось о влиянии таких известных исполнителей глэм-рока как Дэвид Боуи и T. Rex. Как отмечает Дэвид Браун, обозреватель Entertainment Weekly, глэм в записи Мэнсона стал мрачным и пессимистичным. В рецензии журнала Rolling Stone альбом Mechanical Animals назван «попыткой преобразовать шок-рок в мейнстрим». Однако, Стивен Томас Эрлвайн отмечает, что новому альбому недостаёт того угрожающего тона, который был присущ Antichrist Superstar, и без этой характерной черты Мэнсон «выглядит немного заурядным», больше похожим на Элиса Купера 1990-х годов.
На сайте онлайн журнала Salon.com журналистка Эннели Ньютц отмечает, что альбом Mechanical Animals получился намного лучше нежели предыдущий Antichrist Superstar. Также, по её мнению, все песни альбома получились неравноценными — «одни подобны бриллиантам, другие почти ошеломляюще плохи». В завершении своего обзора Эннели Ньютц пишет:

Несмотря на все отрицательные отзывы, Mechanical Animals — великолепный альбом, который стоит послушать….Оригинальный текст (англ.)Despite these bad judgment blips, "Mechanical Animals" is a magnificent album, worth listening to...
Журнал Spin присудил Mechanical Animals седьмое место в списке «20 лучших альбомов 1998 года» («Top 20 Albums of '98»).

## Влияние на популярную культуру
Песни из альбома Mechanical Animals неоднократно использовались в саундтреках к фильмам и телевизионным сериалам. Композиция «Rock is Dead» была включена в саундтрек фильма Матрица, вышедшего на экраны в 1999 году. Композиция «I Don’t Like the Drugs (But the Drugs Like Me)» звучит в пилотном эпизоде сериала This Is How the World Ends отснятом в 2000 году. Песня «Rock is Dead» была использована в саундтреке к рекламному короткометражному фильму Beat the Devil 2002 года, снятому режиссёром Тони Скоттом в рамках проекта «Ultimate Driving Machine», финансируемого компанией BMW. Композиция «The Dope Show» дважды использовалась в саундтреках к американским телесериалам. Сначала в 2004 году в эпизоде Mind Hunters сериала Cold Case, затем, в 2005 году в эпизоде Nocturne сериала Шпионка.Также композиция «Rock is Dead» звучит в фильме Ведьма из Блэр 2: Книга теней.

## Видеоклипы
The Dope Show — первый клип на песню из альбома Mechanical Animals, впервые показанный в августе 1998 года. Режиссёр клипа — Пол Хантер. Монтажом видео занимался Билл Юкич.
Клип был удостоен премий Billboard Awards в 1998 году и 8th Annual MVPA Awards в 1999 году, а также номинировался на премию телеканала MTV — 1999 Video Music Awards и получил награду в категории Best Cinematography in a Video.
I Don’t Like the Drugs (But the Drugs Like Me) — второй клип срежиссированный Полом Хантером и показанный в декабре 1998 года. Монтажом видео занимался Билл Юкич.
Rock Is Dead срежиссирован самим Мэрилином Мэнсоном. Первый показ клипа состоялся в марте 1999 года.
Coma White — четвёртый и последний клип. Видео, отснятое режиссёром Самюэлем Байером, вышло на экраны в сентябре 1999 года. В клипе группа Marilyn Manson выступала в следующем составе: Мэрилин Мэнсон, Твигги Рамирес, John 5, Мадонна Уэйн Гейси, Джинджер Фиш. Помимо участников группы, для съёмок были привлечены профессиональные актёры: Мэттью Макгрори и Роуз Макгоуэн, сыгравшая роль Жаклин Кеннеди. Одним из ключевых эпизодов клипа является сцена, обыгрывающая убийство Джона Кеннеди, где в роли президента выступает Мэнсон, описавший концепцию своего видео в следующих словах:

Больше шести месяцев тому назад я снял клип на песню «Coma White», разыграв в нём «Путь смерти». Это карнавальное шествие, где я использую покушение на Кеннеди в качестве метафоры для культа насилия, которым одержима Америка. Своим творчеством я всегда стремился заставить людей задуматься о том, как они относятся к этим событиям и, иногда, принимают в них участие. Тогда я даже не подозревал, что вскоре произойдет трагедия в Колумбине, и Джон Кеннеди-младший погибнет в результате несчастного случая. Но было крайне показательно, как СМИ без зазрения совести жировали на этих событиях, в результате чего воплощенные в клипе наблюдения оказались даже правдивее, чем я поначалу представлял себе. Основой для этого минифильма стал мой сценарий Holywood, и это ни в коем случае не насмешка. По сути, это дань памяти людям вроде Иисуса Христа и Джона Кеннеди, которые погибли по причине неутолимой жажды человечеством насилия.— Мэрилин Мэнсон

## Участники записи
| - Marilyn Manson: - Мэрилин Мэнсон — вокал, продюсер, вокодер, клавишные, ударные, фото - Твигги Рамирес — бас-гитара, акустическая и ритм-гитара, шумы - Мадонна Уэйн Гейси — клавишные, ударные, меллотрон, семплинг, шейкер - Джинджер Фиш — ударные, перкуссия, вокал, вокодер - Зим Зам — ритм и акустическая гитара, клавишные, гитарный синтезатор - John 5 — концертный гитарист для Mechanical Animals - Шон Бивен — программирование, продюсер, звукорежиссёр, сведение - Майкл Бейнхорн — продюсер - Том Лорд-Элдж — сведение - Барри Голдберг — звукорежиссёр - Роб Брилл — ассистент звукорежиссёра - Тед Дженсен — мастеринг | - Дэйв Наварро — соло-гитара («I Don’t Like the Drugs (But the Drugs Like Me)») - Билли Корган — консультант, бэк-вокал («The Speed of Pain») - Дэнни Сэйбер — клавишные («I Don’t Like the Drugs (But the Drugs Like Me)») - Роуз Макгоуэн — бэк-вокал («Posthuman») - Джон Уэст — бэк-вокал («The Speed of Pain», «I Don’t Like the Drugs (But the Drugs Like Me)») - Александра Браун — бэк-вокал («The Speed of Pain», «I Don’t Like the Drugs (But the Drugs Like Me)») - Линн Дэвис — бэк-вокал («The Speed of Pain», «I Don’t Like the Drugs (But the Drugs Like Me)») - Никки Харрис — бэк-вокал («The Speed of Pain», «I Don’t Like the Drugs (But the Drugs Like Me)») - Кобе Тай — бэк-вокал («New Model No. 15») - Дианна Лаурен — бэк-вокал («New Model No. 15», «User Friendly») - Джозеф Калтис — фотограф - Девра Кинери — грим - Анджела Гарсия — грим - Алекс Дизон — прически |

## Позиции в чартах
| Страна                                    | Позиция |
| ----------------------------------------- | ------- |
| США, Billboard 200                        | 1       |
| Канада, Canadian Albums                   | 1       |
| Австралия, ARIA Charts                    | 1       |
| Новая Зеландия, New Zealand charts portal | 3       |
| Норвегия, Norwegian charts portal         | 3       |
| Австрия, Austria Top 40                   | 6       |
| Швеция, Swedish charts portal             | 6       |
| Финляндия, Finnish charts portal          | 6       |
| Франция, Les charts français              | 14      |
| Бельгия, Ultratop Belgian Charts          | 22      |
| Нидерланды, Dutch charts portal           | 42      |
| Швейцария, Switzerland charts portal      | 44      |

### Клипы
- The Dope Show на сайте YouTube
- I Don’t Like the Drugs (But the Drugs Like Me) на сайте YouTube
- Rock Is Dead на сайте YouTube
- Coma White на сайте YouTube